# 萨西亚的圣神堂

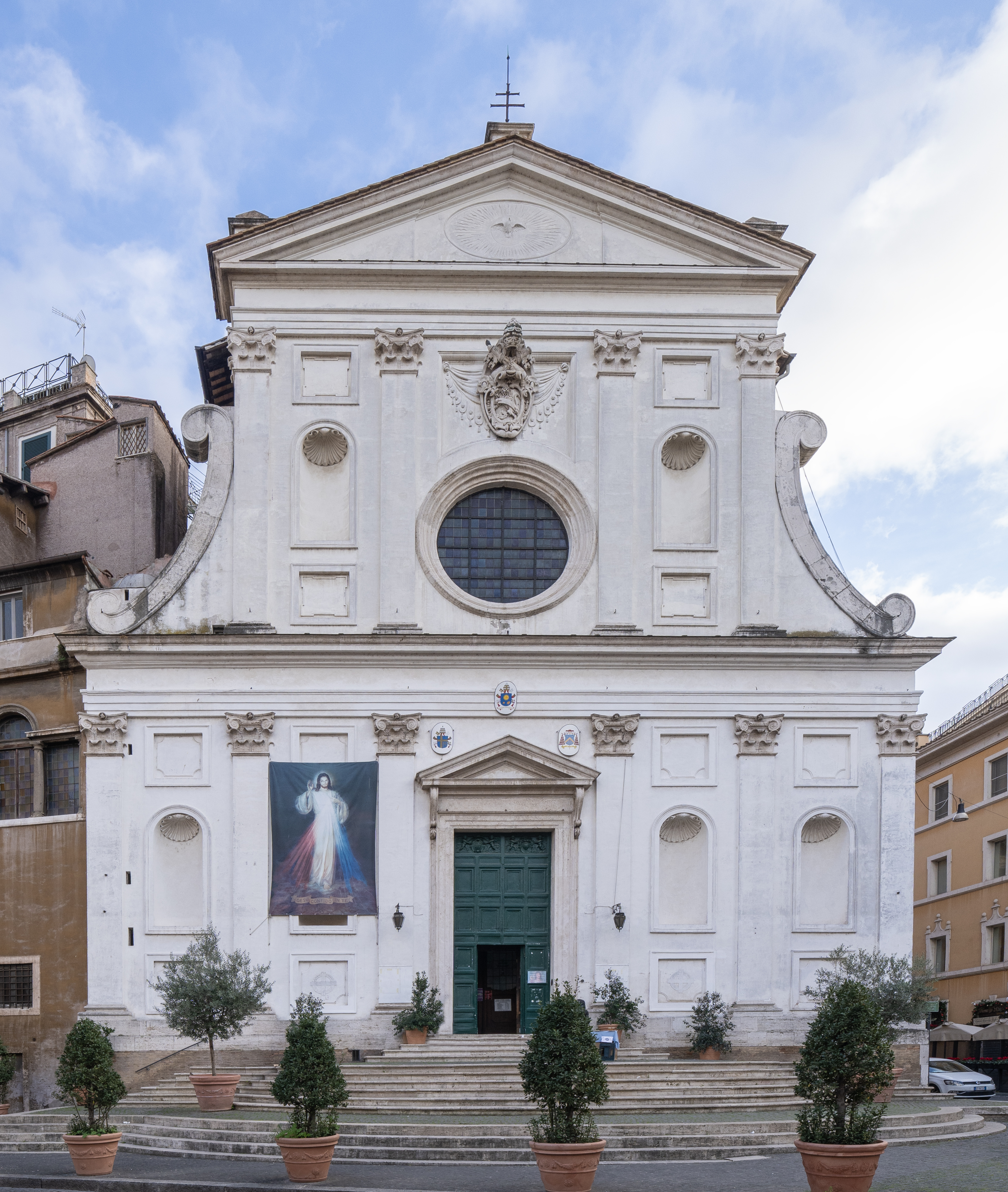
萨西亚的圣神堂

萨西亚的圣神堂（義大利語：Santo Spirito in Sassia）是罗马的一座12世纪宗座圣殿，也是間執事級樞機領銜聖堂 。
该聖堂位于国王威塞克斯的伊尼的撒克逊学校（Schola Saxorum），撒克逊朝圣者的慈善机构的旧址，在12世纪重建。
其后，它又重建了好几次。1475年，教宗西斯都四世将聖堂与毗邻的圣神孤儿院相连（诺森三世创建，其历史描绘在圣器室的壁画中），并兴建了钟楼。
聖堂在1527年罗马之劫时被毁。1538年 - 1545年，小安东尼·桑加罗，或巴达萨尔·佩鲁齐，重修聖堂。1547年增加的管风琴保存至今。
1585年 - 1590年，西斯都五世恢复了外观，聖堂目前的立面由欧塔维奥·马斯凯里诺设计，灵感来自桑加罗的设计。立面有两层，科林斯柱将下层划分为五个部分，上层划分为三个部分。在上层的中间部分是一个圆形窗口，上面是西斯都五世的徽章。立面上方为三角墙，受到文艺复兴建筑的影响。
诺森三世规定，在主顯節八日慶期之后的第一个星期日，带着取自圣伯多禄大殿的韋洛尼加的面纱游行，教宗在这个聖堂庆祝弥撒。参加者可以获得大赦，穷人会得到钱。

## 艺术和建筑
该聖堂只有一个中殿，沿两侧有10个小堂。反立面有马可·皮诺的《圣母往见》（1545年），以及由弗朗切斯科·萨尔维亚蒂开始，弗朗切斯科Rubiale完成的《圣保禄悔改》。在右侧第一小堂，有佛罗伦萨人雅格布·祖基和他的兄弟所做的壁画《五旬节》。第二小堂是利维奥·阿格雷斯蒂的《圣母升天》，他还画了第四小堂的《天主圣三》以及第三小堂的壁画。第五小堂有朱塞佩·瓦莱里亚诺的《圣母领报》和《耶穌升天》（1570年）。祭衣间装饰着撒克逊学校的故事。后殿的壁画（1583年）是雅格布·祖基和弗朗切斯科·祖基的作品。左侧第五小堂有《圣若望殉教》。第二个和第一个小堂有切萨雷·内比亚的作品，其中包括《圣母加冕》。